# Boris Shakhlin
Boris Anfiyanovich Shakhlin, em russo:Борис Анфиянович Шахлин, (Ishim, 27 de janeiro de 1932 - Kiev, 30 de maio de 2008) foi um ginasta soviético, nascido na Rússia, que competiu em provas de ginástica artística pela União Soviética.
Boris foi campeão olímpico do concurso geral nos Jogos Olímpicos de Roma, no Mundial de Moscou e no Europeu de Frankfurt. Ao todo, o ginasta conquistou treze medalhas olímpicas, catorze mundiais e nove europeias.
Shakhlin tornou-se ginasta ao doze, mesmo ano em que ficou órfão, quando começou a treinar na escola de esportes de Ishim. Aos 35 anos, retirou-se das competições em decorrência de um ataque cardíaco. Em 1968, juntou-se ao Comitê Técnico da Ginástica Artística Masculina da FIG, onde permaneceu até 1992. Nos anos que se seguiram, trabalhou como treinador na Universidade de Kiev. Boris casou-se com a também ginasta Larisa, com quem teve uma filha e uma neta. Entre suas honrarias recebidas, estão a de herói soviético e de cidadão honorário.
Em 2002, foi inserido no International Gymnastics Hall of Fame e seis anos mais tarde, faleceu na cidade de Kiev, Ucrânia, aos 76 anos

## Filatelia
Correio Mongólia fez o lançamento de um selo postal - Boris Shakhlin (№525, 1969).